# Mezinárodní den mládeže
Mezinárodní den mládeže (MDM) (anglicky International Youth Day – IYD) je připomínkový den OSN. Jeho cílem je upozornit na specifické kulturní a právní otázky, týkající se mládeže. Poprvé byl slaven 12. srpna 2000.
Jako každý rok, i v roce 2020 stanovilo Valné shromáždění OSN téma pro Mezinárodní den mládeže. V roce 2020 jím bylo „Zapojení mládeže do globálních aktivit“.

## Původ svátku
Mezinárodní den mládeže je slaven každoročně 12. srpna. Svátek je zamýšlen jako příležitost pro vlády států či jiné subjekty k upozornění na specifické otázky, týkající se mládeže. V průběhu oslav MDM jsou celosvětově pořádány koncerty, workshopy, kulturní akce a mítinky, zahrnující představitele státu či místních samospráv a mládežnických organizací.
MDM byl ustanoven v roce 1999 rezolucí Valného shromáždění OSN, které podpořilo doporučení Světové konference ministrů zodpovědných za otázky mládeže (konané v Lisabonu 8.–12. srpna 1998), aby 12. srpen byl vyhlášen za Mezinárodní den mládeže.